# (113202) Kisslászló
(113202) Kisslászló ist ein Asteroid des Hauptgürtels, der am 7. September 2002 vom ungarischen Astronomen Krisztián Sárneczky an der Piszkéstető Station (Sternwarten-Code 561) des Konkoly-Observatoriums im Mátra-Gebirge in Nordungarn entdeckt wurde.
Der Asteroid ist nach dem ungarischen Astronomen László Kiss (* 1972) benannt. Die Benennung erfolgte am 30. März 2010.